# Halachó
Halachó är en kommunhuvudort i Mexiko.   Den ligger i kommunen Halachó och delstaten Yucatán, i den östra delen av landet, 900 km öster om huvudstaden Mexico City. Halachó ligger 10 meter över havet och antalet invånare är 9 165.
Terrängen runt Halachó är mycket platt, och sluttar västerut. Runt Halachó är det ganska glesbefolkat, med 35 invånare per kvadratkilometer. Närmaste större samhälle är Calkiní, 12,5 km söder om Halachó. Trakten runt Halachó består till största delen av jordbruksmark.